# Maple Creek (Saskatchewan)
Maple Creek is een plaats (town) in de Canadese provincie Saskatchewan en telt 2032 inwoners (2017).